# George McElroy
George Edward Henry McElroy (14 mai 1893 - 31 juillet 1918) est un pilote de chasse irlandais du Royal Flying Corps et de la Royal Air Force pendant la Première Guerre mondiale. Il est crédité de 47 victoires aériennes.

## Biographie

### Début de carrière militaire
McElroy naît à Donnybrook, un quartier de Dublin, de Samuel et Ellen McElroy. Il s'engage dès le début de la Première Guerre mondiale en août 1914, et est envoyé en France deux mois plus tard. Il sert comme caporal dans la section des cyclistes motorisés du Royal Engineers et est promu sous-lieutenant le 9 mai 1915 avant d'être transféré dans le Royal Irish Regiment (en). Il est gravement atteint par le gaz moutarde au cours des combats et est renvoyé en Irlande pour sa convalescence. Il se trouve à Dublin en avril 1916, pendant le soulèvement de Pâques, et reçoit l'ordre de participer à la répression de l'insurrection. McElroy refuse de tirer sur ses compatriotes irlandais et est transféré dans une garnison du Sud, loin de chez lui.
Le 1er juin 1916, McElroy renonce à sa fonction dans le Royal Irish Regiment lorsqu'il obtient une place de cadet à l'Académie royale militaire de Woolwich, dont il sort diplômé le 28 février 1917, et est nommé sous-lieutenant dans la Royal Garrison Artillery (en). 

### Royal Flying Corps
McElroy est rapidement détaché au Royal Flying Corps, où il est formé au pilotage à la Central Flying School de Upavon, et nommé flying officer le 28 juin puis promu lieutenant le 9 août.  Le 15 août, il rejoint le 40e Escadron RFC, où il bénéficie des conseils d'Edward Mannock. Il pilote d'abord un Nieuport 17, mais sans succès au combat. À la fin de l'année, McElroy passe sur S.E.5 et remporte sa première victoire le 28 décembre. 

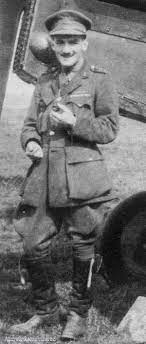

Au combat, McElroy se montre extrêmement agressif, au détriment de la prudence.  Cela lui permet cependant d'accroître rapidement son palmarès : il abat deux avions allemands en janvier 1918, et pour le 18 février, il en a déjà abattu 11. Il est alors nommé flight commander avec le grade temporaire de capitaine, et est transféré au No. 24 Squadron RFC. Il continue à accumuler régulièrement des victoires : le 26 mars, lorsqu'il est décoré de la Military Cross, il en compte 18. Le 1er avril, le Royal Flying Corps (RFC) de l'armée de terre et le Royal Naval Air Service (RNAS) ont été fusionnés pour former la Royal Air Force, et son escadron devient le No. 24 Squadron RAF (en). McElroy est blessé lors d'un accident à l'atterrissage le 7 avril 1918 (il frôle la cime d'un arbre en atterrissant). George est alors contraint au repos, ce qui bloque temporairement son compteur à 27 victoires. Après sa convalescence, McElroy retourne au 40e escadron en juin, et enchaîne trois victoires, les 26, 28 et 30 de ce mois, dont deux sur des ballons d'observation, ce qui fait de lui un balloon-buster et porte son total à 30 victoires. 
En juillet, il accroît son tableau de chasse presque quotidiennement, avec la destruction d'un troisième ballon le 1er, suivie de l'un des mois les plus victorieux de l'histoire de l'aviation de chasse, avec 17 victimes supplémentaires au cours du seul mois de juillet 1918. Sa série de succès est cependant menacée le 20 par une panne moteur qui l'oblige à interrompre l'attaque d'un biplace allemand et à atterrir en urgence. La brutalité de la manœuvre laisse à McElroy des égratignures et des contusions. Le même jour, un déjeuner d'adieu pour son ami Gwilym Hugh Lewis eut lieu, lors duquel « Mick » Mannock prit McElroy à part pour le mettre en garde contre les dangers de suivre une victime allemande à portée de tir depuis le sol.
Le 26 juillet, son mentor et ami, Edward « Mick » Mannock, est tué par un tir venu du sol, exactement la situation sur laquelle il alertait McElroy seulement 6 jours plus tôt. Ironiquement, ce même jour, « McIrish » McElroy reçoit la deuxième barrette de sa Croix militaire : il est l'un des dix aviateurs à recevoir la deuxième barrette lors du conflit.

### Mort
Le mépris apparent et continu de McElroy pour sa propre sécurité en vol et au combat le mène au même destin que Mannock. Le 31 juillet 1918, il déclare avoir détruit un Hannover pour sa 47e victoire et repart en vol aussitôt. Il ne revient jamais et est porté disparu : McElroy a en fait été tué par des tirs de DCA, à 25 ans.
McElroy recevra la Distinguished Flying Cross à titre posthume le 3 août, pour avoir abattu 35 avions et trois ballons d'observation. Il est enterré au carré I.C.1 du cimetière militaire de Laventie, dans le Nord de la France.